# Anywhere but Here (álbum de The Ataris)
Anywhere But Here es el primer álbum de estudio de la banda de punk pop The Ataris. El álbum fue lanzado el 29 de abril de 1997, se caracteriza por el sonido alegre del punk pop. La mayoría de las canciones duran de 2 minutos para abajo.
El 28 de mayo de 2002, el álbum fue reeditado con un tema extra Anderson, una pista oculta (una acústica cubierta de Weezer: Butterfly, y algunas imágenes de vídeo. La lista de canciones también se modificó.
Kris Roe tocó todos los instrumentos en este disco a excepción de la batería, pero solo se le acreditó la guitarra y el canto.

## Canciones
1. "1-2-3-4"
2. "As We Speak"
3. "Bite My Tongue"
4. "Hey Kid!"
5. "Take Me Back"
6. "Are We There Yet?"
7. "Angry Nerd Rock"
8. "Let It Go"
9. "Lately"
10. "Alone in Santa Cruz"
11. "Make It Last"
12. "Sleepy"
13. "Four Chord Wonder"
14. "Blind and Unkind"
15. "Clara"
16. "Myself"
17. "Neilhouse"
18. "Perfectly Happy"
19. "Boxcar"
20. "Ray"

- Datos: Q3620521